# Sílvia Paneque
Sílvia Paneque i Sureda (Llagostera, 22 de diciembre de 1972) es una química y política española, militante del Partido de los Socialistas de Cataluña (PSC). Fue concejala del ayuntamiento de Gerona desde el 2011 hasta 2024, diputada del Parlamento de Cataluña desde 2021 y consejera de Territorio, Vivienda, Transición Ecológica y portavoz de la Generalidad de Cataluña desde agosto de 2024.

## Trayectoria política

##### Inicios en la política
Sílvia Paneque se unió al Partido de los Socialistas de Cataluña y comenzó su carrera política en el ámbito municipal de Gerona. Es la líder del PSC en Gerona y ha desempeñado varios cargos en la política local como concejal y teniente de alcalde de la ciudad.

##### Ayuntamiento de Gerona
Paneque fue elegida concejala del ayuntamiento de Gerona por primera vez en las elecciones municipales de 2011. Durante su tiempo como concejala, ha trabajado en diversas áreas, incluyendo la gestión de servicios públicos y la seguridad ciudadana.
En el mandato 2015-2019, Sílvia Paneque ocupó el cargo de primera teniente de alcalde de Gerona. Durante este periodo, también asumió la responsabilidad de las áreas de seguridad, movilidad y proyectos estratégicos.
Tras su paso por el Parlamento de Cataluña, Paneque regresó al Ayuntamiento de Gerona, donde continuó desempeñando un papel en la política municipal. En las elecciones municipales de 2023, fue la cabeza de lista del PSC para la alcaldía de Gerona. Ganó las elecciones, pero una coalición entre la CUP, ERC y Junts, hizo que Lluc Salellas sea el nuevo alcalde de Gerona, arrebatándole la alcaldía.

##### Diputada en el Parlamento de Cataluña
En 2017 Paneque fue elegida diputada en el Parlamento de Cataluña por el PSC, ampliando su ámbito de actuación más allá de Gerona. Durante su tiempo como diputada, ha sido parte de varias comisiones como la de educación, la ciencia y la tecnología.

##### Consejera de Territorio
Después de las elecciones autonómicas de 2024 y la elección de Salvador Illa como presidente de la Generalidad, Illa eligió a Paneque como titular de la macroconsejería de Territorio, Transición Ecológica y Vivienda, una consejería de alto valor político para el Govern. La vivienda fue uno de los pilares de los acuerdos para investir al líder socialista, además de ser clave para llevar a buen puerto el gran parque de vivienda pública, uno de los temas más sensibles para los catalanes.

## Condena por una deuda con la Junta de Extremadura
El 17 de marzo de 2010, la empresa pública de la Junta de Extremadura, Avante, adquirió acciones de la empresa Vinico, S.L., pertenecientes a Paneque y su exmarido, que se comprometieron a recomprar en un plazo de siete años. Paneque y su  exmarido dejaron de pagar la tasa de rentabilidad en 2012, y tras varios avisos fueron demandados en 2016. El 9 de octubre de 2019, un juzgado de Mérida condenó a Paneque por incumplimiento de contrato.
La sentancia, firme y de obligado cumplimiento, exigia a Paneque que recomprara las acciones de Vinico a Ayante por cien mil euros aproximadamente. El 26 de septiembre de 2024 se reactivó la ejecuación de la condena. Avante solicitó al Juzgado que si Paneque no cumple lo estipulado, se embargue su sueldo en la Generalidad de Cataluña.